# 间质细胞瘤
间质细胞瘤（英語： 或)，是一种隶属于卵巢肿瘤或睾丸肿瘤下的一类性索间质肿瘤。它是由间质细胞病变引起，肿瘤可能发生于任何年龄段，但主要以青年人为主。
支持间质细胞瘤则是由支持细胞病变导致的间质细胞瘤与支持细胞瘤的综合症。

## 症状
大多数间质细胞瘤发现于男性患者，通常是5至10岁期间，或者中年（30岁至60岁）。儿童通常会表现为性早熟。由于肿瘤产生过度的睾丸激素，三分之一的女性患者都有伴有一定情况的男性化。男性化过程之前，病人会出现停止排卵、月经过少、闭经及失雌性态。其他症状包括有寻常痤疮、多毛症、声音变粗、阴蒂肥大、颞发衰退和肌肉组织增强等。此外睾丸内睾酮指数很高。

## 诊断
卵巢肿瘤伴有内分泌紊乱症状，通常暗示间质细胞瘤、卵巢颗粒细胞瘤和泡膜细胞瘤的存在。但是，内分泌紊乱症状在间质细胞瘤中只占有2/3的病例。所以，必须通过术中及术后的病理分析，才能做出最终的确定诊断。
间质细胞瘤的免疫组织的化学标记包括有抑制素α蛋白、钙网膜蛋白和黑色素A。

## 治疗
常见的间质细胞瘤治疗方式是手术。

### 卵巢
对于卵巢间质细胞瘤的手术通常是保留生育功能的单侧输卵管卵巢切除术。对于恶性肿瘤，需要采用更激进的手术策略，并通常使用辅助化学疗法，一些时候需要放射疗法。在所有治疗过程中，需要保持多次物理检查与成像监控，因为在很多病例中，间质细胞瘤并没有引起肿瘤标记数值的增加。
预后效果通常很理想，肿瘤大多时候生长缓慢，而且是良性的。但对于恶性肿瘤的病例，因为其组织学不同，预后效果往往很差。

### 睾丸
睾丸间质细胞瘤的推荐疗法是根治性切除术；化疗和放疗则通常效果不佳。若医生认为癌症已开始转移的情况下，病人可能要进行腹膜后淋巴结清除术。

## 其他图片

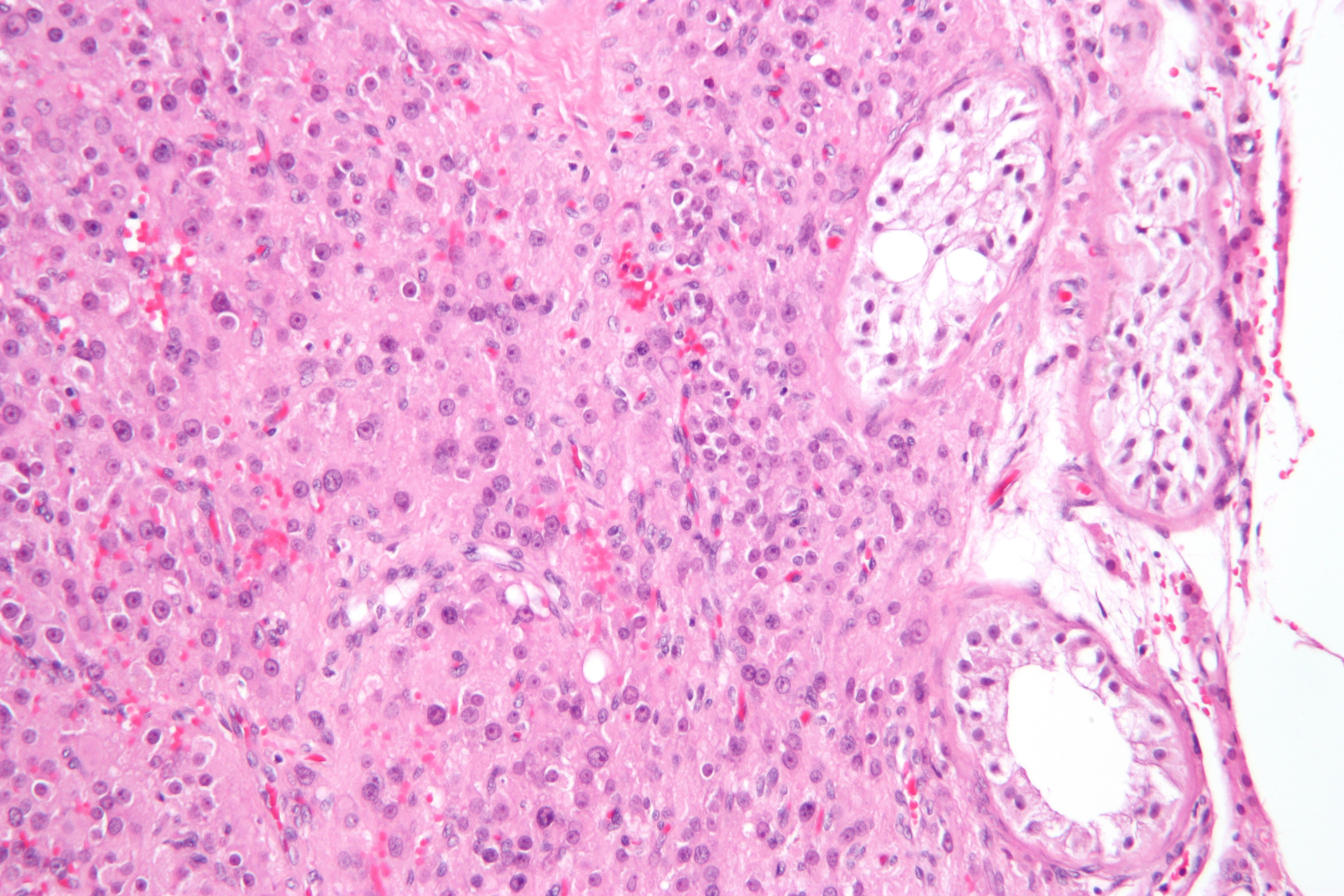
中度显微镜下的间质细胞瘤成像
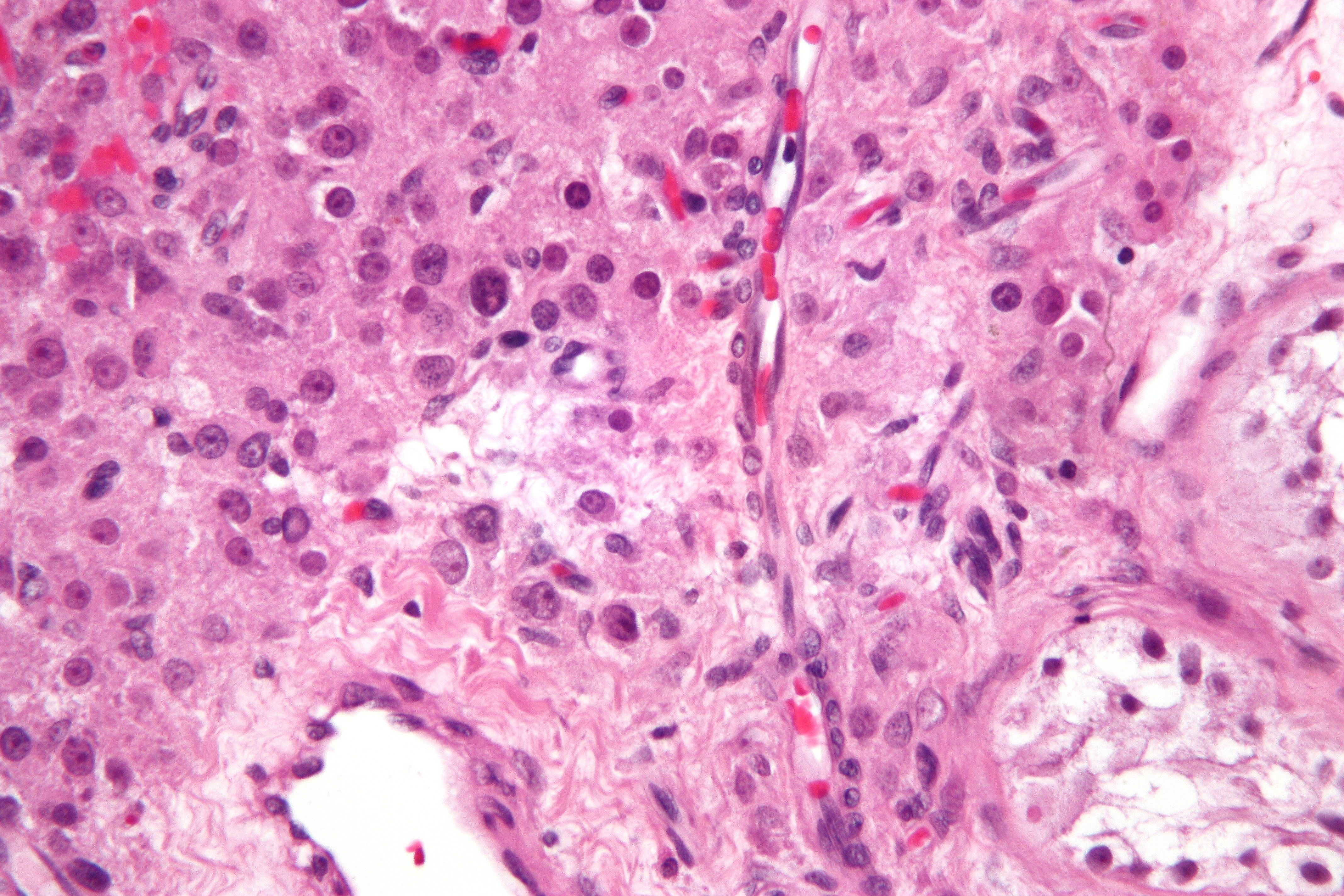
高度显微镜下的间质细胞瘤成像

## 相关
- 雄激素依赖综合征（英语：Androgen-dependent syndromes）
- 支持细胞瘤
- 支持间质细胞瘤